# Polycaena tamerlana
Polycaena tamerlana är en fjärilsart som beskrevs av Otto Staudinger 1886. Polycaena tamerlana ingår i släktet Polycaena och familjen Riodinidae. Inga underarter finns listade i Catalogue of Life.